# اینوچنتی
اینوچنتی (به ایتالیایی: Innocenti) شرکت خودروسازی ایتالیایی بود، که در سال ۱۹۴۷ توسط فردیناندو اینوچنتی راه‌اندازی شد و در طول دهه‌های ۱۹۵۰ و ۱۹۶۰ تولیدات خود را تحت لیسانس شرکت‌های بی‌ام‌سی، بریتیش لیلاند و مینی عرضه می‌کرد. سپس در سال ۱۹۷۵ توسط شرکت دتوماسو خریداری شد.
این شرکت در نهایت در سال ۱۹۹۶ توسط فیات خریداری شد ۶ ماه بعد در اوایل سال ۱۹۹۷ بازنشسته گردید. شرکت اینوچنتی در طول سال‌ها فعالیت در عرصه خودروسازی، اتومبیل‌های فراوانی را برای شرکت‌های بزرگ خودروسازی طراحی و تولید نمود، که شناخته شده‌ترین آنها عبارتند از: آستین ای۴۰ فارینا، بی‌ام‌سی ای‌دی‌او۱۶، آستین الرگو، زاستاوا کورال، فیات دونا و فیات اونو.